# Rembrandt Peale

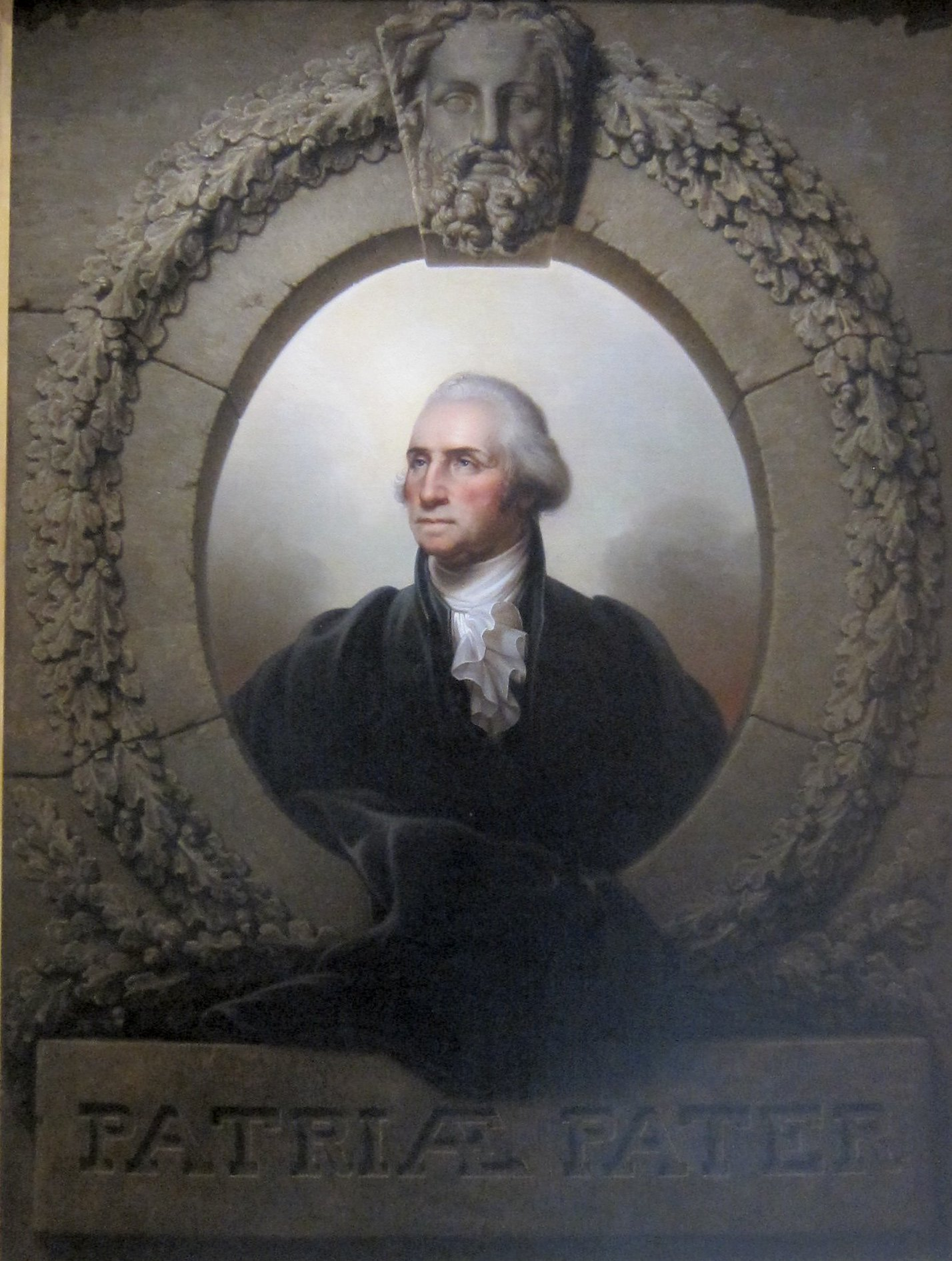
George Washington (Patriæ Pater), ok. 1824, Pennsylvania Academy of the Fine Arts

Rembrandt Peale (ur. 22 lutego 1778 koło Richboro, stan Pensylwania, Stany Zjednoczone, zm. 3 października 1860 w Filadelfii) – amerykański malarz, pedagog i publicysta, przedstawiciel klasycyzmu. Syn znanego malarza Charlesa Willsona Peale’a, twórca portretów słynnych Amerykanów. Najbardziej znane jego obrazy to seria portretów George’a Washingtona. Założyciel Pennsylvania School of the Fine Arts, prezes American Academy of the Fine Arts w Nowym Jorku. Imię trzymał na cześć Rembrandta

## Życiorys
Rembrandt Peale urodził się 22 lutego 1778 roku na farmie VanArtsdalen w pobliżu Richboro jako trzecie dziecko Rachel Brewer i Charlesa Willsona Peale’a. Ojciec wybrał dla syna karierę artystyczną dając mu wykształcenie artystyczne i przyrodnicze. Rembrandt Peale zaczął rysować w wieku 8 lat, a mając 13 lat sporządził już swój pierwszy autoportret podpisany „Rembrandt Peale, 1791/artysta”.  Gdy miał 16 lat, ojciec rozpoczął promowanie jego i brata Raphaela w gazetach, ogłaszając jednocześnie, że sam zaprzestaje malowania. W pewnym momencie życia Rembrandt Peale studiował chemię barw w Medical College of the University of Pennsylvania, rozwijając system stosowania kolorów. Ojciec przez całe swoje życie śledził jego karierę. Rembrandt Peale w gruncie rzeczy był samoukiem, kopiował portrety wykonane przez ojca, studiował grafikę i malarstwo europejskie w filadelfijskich kolekcjach. W 1795 roku wystawił pięć portretów i pejzaż miejski na pojedynczej wystawie pierwszej w Ameryce organizacji artystycznej, Columbianum. W tym samym roku ojciec załatwił mu zlecenie na namalowanie portretu prezydenta Washingtona. W 1796 roku Raphael i Rembrandt otworzyli pierwsze Muzeum Peale’a w Baltimore, w stanie Maryland. Od grudnia 1795 do końca 1796 roku obaj poszukiwali zleceń na portrety. W Charleston, Savannah i Baltimore wystawiali “Portrety patriotów”. Przez krótki okres Rembrandt Peale pracował w Nowym Jorku, po czym w czerwcu 1798 roku powrócił do Filadelfii, żeby ożenić się z Eleanor May Short; oboje doczekali się 9 dzieci.
Rembrandt Peale wyjechał do Europy, aby kontynuować studia artystyczne. Podróżował po Francji, Anglii i Włoszech, ale nie wydawał się tymi wojażami usatysfakcjonowany od strony artystycznej, więc w 1800 roku wrócił do Filadelfii, aby otworzyć swój własny "pokój malarski". Próbował też ogłaszać się w American Daily Advertiser, aby dzięki temu wyróżnić się spośród pozostałych Peale’ów. W latach 1802–1803 wyjeżdżał do Anglii, aby wystawiać szkielet mastodonta, wykopany przez Peale’ów w północnej części stanu Nowy Jork. W tym samym okresie studiował w Royal Academy pod kierunkiem Benjamina Westa. W ciągu najbliższych kilku lat odniósł sukces artystyczny. W 1805 roku został członkiem założycielem Pennsylvania Academy of Fine Arts. Jego sztuka portretowa stała się na tyle popularna, że nie był w stanie sprostać zamówieniom. W czerwcu 1808 roku wyjechał do Francji. W Luwrze ze szczególną uwagą studiował dzieła Rubensa, Rafaela, Tycjana, van Dycka, Correggia i Veronese. Przyswoił sobie również pewne aspekty francuskiej tradycji akademickiej, zwłaszcza modelowanie i kontur, podziwiał prace współczesnych mu artystów, jak Jacques-Louis David, François Gérard i Robert Lefèvre. Powrócił do Filadelfii, po czym w towarzystwie rodziny jesienią 1809 roku ponowie wyjechał do Paryża, gdzie pozostał przez rok.

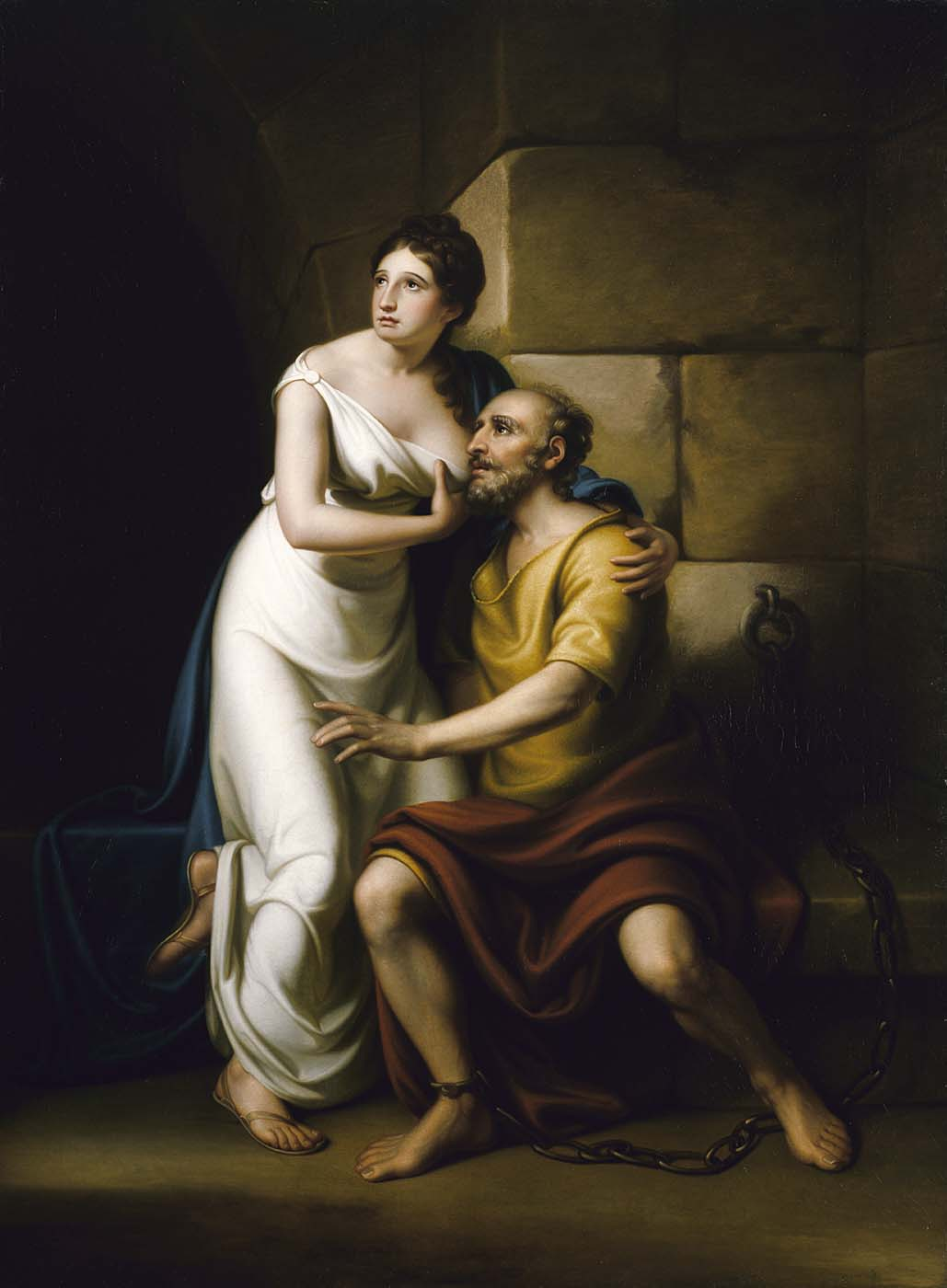
Rzymska córka (1811, National Museum of American Art

W 1810 roku Rembrandt Peale postanowił zarzucić malowanie portretów i poświęcić się obrazom o tematyce historycznej. Z początku dołączył do innych artystów z Filadelfii aby wesprzeć Society of Artists (Stowarzyszenie Artystów), a następnie otworzył galerię obrazów historycznych pod nazwą Apollodorian Gallery of Paintings. W galerii tej namalował dwa swoje wielkie dzieła: Napoleon i Rzymska córka (1811, National Museum of American Art) oraz obraz o tematyce biblijnej Wniebowstąpienie Eliasza (1815, lokalizacja nieznana). Przez blisko 15 lat obrazy wielkoformatowe były częścią jego twórczości. Chociaż został wybrany do zarządu Pennsylvania Academy of Fine Arts i mianowany profesorem malarstwa w Society of Artists, Peale był rozczarowany przyjęciem, z jakim się spotkał po powrocie do Filadelfii. W 1813 roku postanowił przenieść się do szybko rozwijającego się Baltimore. Za zebrane w ramach subskrypcji akcji pieniądze zlecił architektowi Robertowi Cary Longowi zaprojektowanie małego eleganckiego budynku muzeum, pierwszego tego rodzaju w Ameryce. W tym samym czasie z powodu braku wiedzy na temat finansów wdał się w złe interesy i w efekcie popadł w długi.

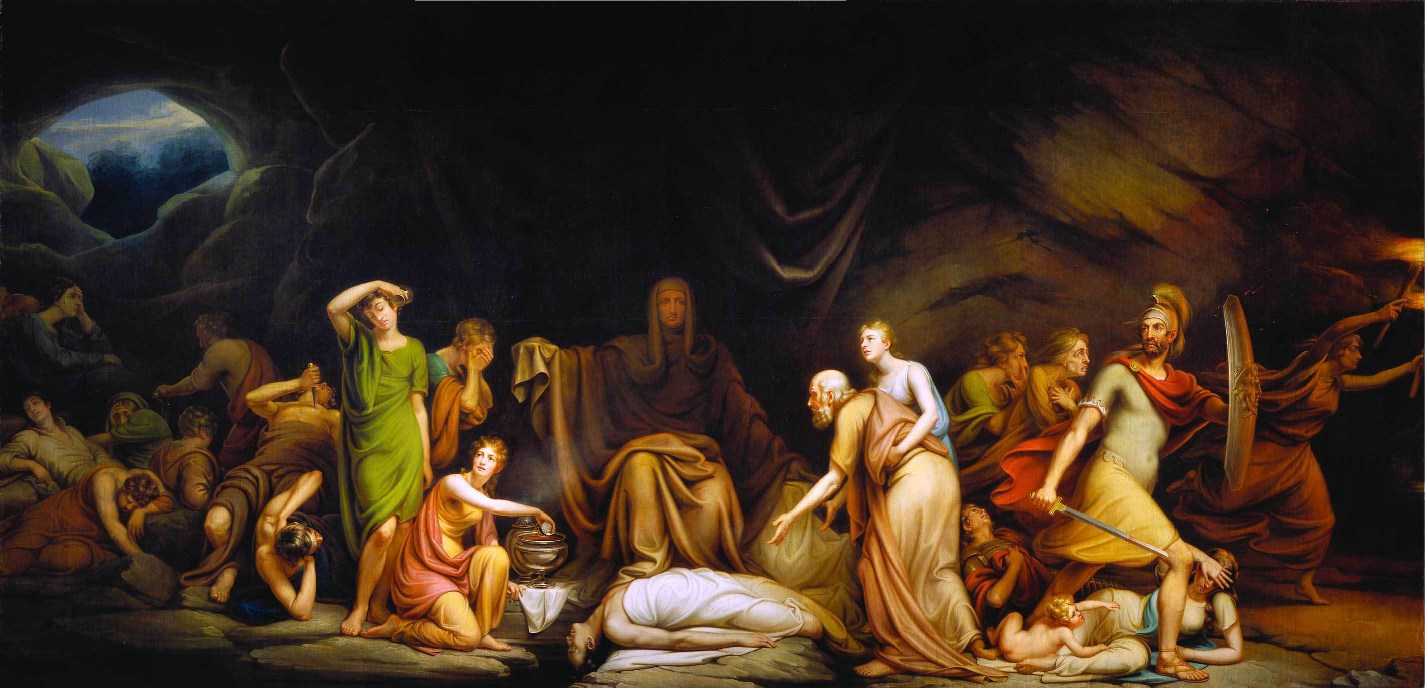
Sąd śmierci, 1820, Detroit Institute of Arts

Aby rozwiązać osobiste problemy finansowe wysłał swój duży, moralistyczny obraz Sąd śmierci (1820, Detroit Institute of Arts) na wystawy krajowe, ale niewiele mu to pomogło. W 1822 sprzedał swe muzeum w Baltimore bratu Rubensowi i w poszukiwaniu zleceń wyjechał do Nowego Jorku. Przez kolejne 15 lat prowadził wędrowny tryb życia, poszukując lukratywnych zawodowych okazji. Zamierzając odrodzić zainteresowanie rewolucyjnymi wydarzeniami, stworzył dwa duże dzieła wystawowe: Pater Patriae (1824; Kapitol Stanów Zjednoczonych) i Washington pod Yorktown (1824; Corcoran Gallery of Art). Z Pater Patriae artysta łączył nadzieję na stworzenie inspirującego „standardu narodowego wizerunku” charakteryzującego polityczne zalety Washingtona. Złożony z portretów wykonanych przez niego i ojca w 1795 roku, oraz z popiersia wyrzeźbionego przez Houdona, portret Washingtona z powodzeniem łączył dramatyzm malarstwa malarstwa iluzjonistycznego z emblematycznym monumentalizmem. Powszechnie wystawiane i promowane dzieło ugruntowało sławę Peale’a; w 1832 roku zostało zakupione przez Kapitol, a sam artysta w ciągu najbliższych trzydziestu lat stworzył szereg jego kopii ustanawiając tym samym specyficzny podgatunek w swej twórczości. W 1826 roku Rembrandt Peale został członkiem-założycielem National Academy of Design w Nowym Jorku. W roku następnym wyjechał do Bostonu, aby rozwinąć swoje umiejętności w dziedzinie litografii. W 1828 roku za pożyczone pieniądze ponownie wyjechał do Europy, aby otworzyć studio w Londynie. Choć stworzył tam kilka ciekawych i ważnych dzieł, nie odniósł większego sukcesu, więc powrócił do Ameryki.
Pomiędzy końcem 1832 a kwietniem 1836 roku (kiedy zmarła jego żona), Rembrandt Peale w poszukiwaniu zleceń podróżował pomiędzy Londynem, Waszyngtonem, Nowym Jorkiem a Bostonem.
W latach 30. opublikował niektóre ze swoich rozpraw, w tym: Notes on Italy, Graphics i Portfolio of an Artist. Graphics: A Manual of Drawing and Writing for the Use of Schools and Families (1834) stało się najbardziej udanym dziełem Peale’a. Łącząc sztuki piękne ze sztuką użytkową, artysta metodycznie wykazał, w jaki sposób każdy może nauczyć się rysować. Dzieło to przysłużyło się masowej edukacji społeczeństwa amerykańskiego w dziedzinie sztuki. W latach 1834–1866 doczekało się ono czterech wydań i dziewiętnastu wznowień. Mniej praktyczne okazało się natomiast Portfolio Artysty (1839), będące wyborem prozy i poezji na temat życia i sztuki różnych autorów, w tym samego Peale’a. Rembrandt Peale rozpoczął także działalność pedagogiczną w zakresie pisania i rysowania, dawał także wykłady w Central High School w Filadelfii poświęcone malarstwu w Waszyngtonie. W latach 1836–1838 był prezesem American Academy of the Fine Arts (Amerykańskiej Akademii Sztuk Pięknych).
W 1840 roku porzucił pracę nauczycielską i poświęcił się malarstwu, żałując okresu, w którym nie malował. W 1840 roku ożenił się z artystką Harriet Cany, która często kopiowała prace męża. Para nie miała dzieci. Lata 40. i 50. były spokojnym okresem w życiu artysty. Rembrandt Peale osiadł w Filadelfii, malując portrety i systematycznie kopiując w zmniejszonym rozmiarze i formacie swój Pater Patriae. Wykonał 79 kopii. Do promocji tych portretów przyczynił się jego wykład "Washington i jego portrety", wygłaszany w latach 50. w miastach od Bostonu do Wirginii. Chcąc zdobyć sobie miejsce w sztuce amerykańskiej, opublikował autobiograficzny szkic w Artists of America C.E. Lestera (1846) oraz swoje „Wspomnienia” w The Crayon (1855–1856).
Rembrandt Peale zmarł w 1860 roku w swoim domu przy 1506 Vine Street w Filadelfii, w stanie Pensylwania. Przyczyną zgonu była, według doniesień, niewydolność serca.

## Twórczość
Rembrandt Peale był prawdopodobnie jednym z bardziej utalentowanych malarzy w swojej rodzinie, przewyższając w sztuce portretowania nawet ojca. Peale portretował swoje modele jako postacie bardzo dostojnie, realistyczne i świetliste. W sztuce portretowania przypomina swego imiennika, Rembrandta. Jedną z najbardziej intrygujących rzeczy dotyczących portretów namalowanych przez Peale’a jest uwaga, jaką przywiązywał on do ekspresji i pozycji pozujących mu modeli. Każdy z nich ma swoją osobowość, a artysta nie wahał się przedstawiać ich z nietypowym profilem, w zabawnej pozycji i w interesującej kompozycji. Podczas gdy wielu innych malarzy-portrecistów we wczesnej Ameryce było zwolennikami uporządkowanego sposobu malowania, Rembrandt Peale podchodził do zadania w swobodniejszy sposób. Choć w ciągu swej kariery namalował również kilka pejzaży, scen rodzajowych i martwych natur, tworzył też litografie, to jego dokonania na tym polu są mniej znaczące.

### Dzieła[1]

#### Obrazy
- Autoportret, 1791, kolekcja prywatna
- George Washington, 1795, Historical Society of Pennsylvania
- Thomas Jefferson, 1805, New-York Historical Society
- Napoleon, 1811, kolekcja prywatna
- Rzymska córka (1812, National Museum of American Art
- Wniebowstąpienie Eliasza (1815, lokalizacja nieznana
- Sąd śmierci (1820, Detroit Institute of Arts
- Washington pod Yorktown, 1824, Corcoran Gallery of Art

#### Pisma
- Notes on Italy, 1831, Filadelfia
- Graphics, 1834–1836, kolekcja prywatna
- Portfolio of an Artist, 1839
- The Crayon, unknown, 1855

## Zbiory
Obrazy Rembrandta Peale’a wchodzą w skład kolekcji amerykańskich muzeów jak: Smithsonian American Art Museum i National Portrait Gallery w Waszyngtonie, Metropolitan Museum of Art w Nowym Jorku i Art Institute of Chicago.